# Démographie de la Zambie
Cet article contient des statistiques sur la démographie de la Zambie.

## Structure de la population
| Période   | Naissances annuelles | Décès annuels | Solde naturel annuel | Taux de natalité (‰) | Taux de mortalité (‰) | Solde naturel (‰) | Indice de fécondité | Taux de mortalité infantile |
| --------- | -------------------- | ------------- | -------------------- | -------------------- | --------------------- | ----------------- | ------------------- | --------------------------- |
| 1950-1955 | 117 000              | 54 000        | 63 000               | 46,8                 | 21,7                  | 25,1              | 6,75                | 148                         |
| 1955-1960 | 136 000              | 57 000        | 78 000               | 47,6                 | 20,1                  | 27,5              | 6,90                | 137                         |
| 1960-1965 | 160 000              | 62 000        | 98 000               | 48,6                 | 18,8                  | 29,8              | 7,15                | 127                         |
| 1965-1970 | 189 000              | 68 000        | 121 000              | 49,3                 | 17,7                  | 31,6              | 7,40                | 118                         |
| 1970-1975 | 219 000              | 72 000        | 147 000              | 48,5                 | 16,0                  | 32,5              | 7,43                | 107                         |
| 1975-1980 | 254 000              | 79 000        | 174 000              | 47,5                 | 14,9                  | 32,6              | 7,38                | 100                         |
| 1980-1985 | 283 000              | 91 000        | 192 000              | 45,1                 | 14,4                  | 30,6              | 6,95                | 99                          |
| 1985-1990 | 322 000              | 113 000       | 209 000              | 44,0                 | 15,4                  | 28,6              | 6,66                | 103                         |
| 1990-1995 | 365 000              | 151 000       | 214 000              | 43,5                 | 18,0                  | 25,5              | 6,30                | 107                         |
| 1995-2000 | 427 000              | 187 000       | 240 000              | 44,6                 | 19,6                  | 25,1              | 6,20                | 105                         |
| 2000-2005 | 480 000              | 212 000       | 269 000              | 44,4                 | 19,6                  | 24,8              | 6,10                | 103                         |
| 2005-2010 | 547 000              | 204 000       | 342 000              | 44,5                 | 16,7                  | 27,9              | 6,20                | 95                          |

## Fécondité
En 2018, le taux de fécondité en Zambie s'élève à 4,7 enfants par femme.
|               | 2002 | 2007 | 2014 | 2018 |
| ------------- | ---- | ---- | ---- | ---- |
| Milieu urbain | 4,3  | 4,3  | 3,7  | 3,4  |
| Milieu rural  | 6,9  | 7,5  | 6,6  | 5,8  |
| Total         | 5,9  | 6,2  | 5,3  | 4,7  |